# W (serie televisiva)
W (더블유?, Deobeur-yuLR; conosciuto anche come W - Two Worlds) è una serie televisiva sudcoreana trasmessa su MBC dal 20 luglio al 14 settembre 2016.

## Trama
Il padre della chirurga toracica Oh Yeon-joo scompare misteriosamente durante la realizzazione dell'ultimo capitolo del suo webtoon "W". Recatasi nell'ufficio dell'uomo, Yeon-joo rimane scioccata trovando sul computer una scena in cui Kang Cheol, il protagonista dell'opera, muore. Mentre legge una nota lasciata dal genitore, una mano emerge dallo schermo e la trascina dentro "W", trasportandola in cima all'edificio dove Kang Cheol giace sanguinante. Yeon-joo riesce a salvarlo e apprende di poter tornare al mondo reale se i sentimenti di Kang Cheol cambieranno. Quando succederà, la parola "continua" apparirà sullo schermo e verrà teletrasportata nuovamente a casa sua.

## Personaggi
- Kang Cheol, interpretato da Lee Jong-suk
- Oh Yeon-joo, interpretata da Han Hyo-joo, Hyun Seung-min (da adolescente) e Park Min-ha (da bambina)
- Yoon So-hee, interpretata da Jung Yoo-jin
- Seo Do-yoon, interpretato da Lee Tae-hwan
- Han Cheol-ho, interpretato da Park Won-sang
- Son Hyun-seok, interpretato da Cha Kwang-soo
- Oh Sung-moo, interpretato da Kim Eui-sung
- Park Soo-bong, interpretato da Lee Si-eon
- Gil Soo-seon, interpretata da Nam Gi-ae
- Park Min-soo, interpretato da Heo Jeong-do
- Kang Seok-beom, interpretata da Kang Ki-young
- Gil Soo-young, interpretata da Lee Se-rang
- Seon-mi, interpretata da Ryu Hye-rin
- Yoon-hee, interpretata da Yang Hye-ji

## Ascolti
| Episodio | Data di trasmissione | Dati TNMS           | Dati TNMS                  | Dati AGB            | Dati AGB                   |
| Episodio | Data di trasmissione | A livello nazionale | Area metropolitana di Seul | A livello nazionale | Area metropolitana di Seul |
| -------- | -------------------- | ------------------- | -------------------------- | ------------------- | -------------------------- |
| 1        | 20 luglio 2016       | 9,9%                | 11,3%                      | 8,6%                | 10,4%                      |
| 2        | 21 luglio 2016       | 10,1%               | 11,5%                      | 9,5%                | 10,7%                      |
| 3        | 27 luglio 2016       | 11,6%               | 13,7%                      | 12,9%               | 15,0%                      |
| 4        | 28 luglio 2016       | 13,4%               | 14,7%                      | 12,9%               | 14,3%                      |
| 5        | 3 agosto 2016        | 15,1%               | 17,8%                      | 13,5%               | 14,3%                      |
| 6        | 4 agosto 2016        | 14,2%               | 15,9%                      | 12,2%               | 12,2%                      |
| 7        | 10 agosto 2016       | 15,2%               | 17,3%                      | 13,8%               | 14,7%                      |
| 8        | 17 agosto 2016       | 13,5%               | 15,0%                      | 12,2%               | 13,3%                      |
| 9        | 18 agosto 2016       | 12,7%               | 14,7%                      | 11,3%               | 12,5%                      |
| 10       | 24 agosto 2016       | 13,9%               | 15,3%                      | 12,3%               | 13,7%                      |
| 11       | 25 agosto 2016       | 14,6%               | 15,8%                      | 12,2%               | 12,8%                      |
| 12       | 31 agosto 2016       | 13,3%               | 15,1%                      | 11,1%               | 12,0%                      |
| 13       | 1 settembre 2016     | 12,9%               | 15,0%                      | 11,9%               | 13,2%                      |
| 14       | 7 settembre 2016     | 13,1%               | 15,3%                      | 10,9%               | 11,8%                      |
| 15       | 8 settembre 2016     | 11,8%               | 14,1%                      | 11,4%               | 12,3%                      |
| 16       | 14 settembre 2016    | 10,6%               | 10,9%                      | 9,3%                | 9,8%                       |
| Media    | Media                | 12,87%              | 14,59%                     | 11,63%              | 12,69%                     |

## Colonna sonora
1. Where Are U (내가 너에게 가던 네가 나에게 오던) – Jung Joon-young
2. Please Say Something, Even Though It Is a Lie (거짓말이라도 해줘요) – Park Bo-ram
3. In the Illusion (환상 속의 그대) – Basick & Inkii
4. Remember – KCM
5. Falling – Jo Hyun-ah (Urban Zakapa)
6. My Heart (내 맘) – Noel
7. You And I (그대와 나) – Ahn Hyun-jeong
8. Draw a Love (사랑을 그려요) – Navi
9. Without You (니가 없는 난) – N (VIXX) & Yeoeun (Melody Day)

## Riconoscimenti
| Anno | Premio                           | Categoria                                     | Ricevente                  | Risultato       |
| ---- | -------------------------------- | --------------------------------------------- | -------------------------- | --------------- |
| 2016 | APAN Star Awards                 | Top Excellence Award, Actor in a Miniseries   | Lee Jong-suk               | Candidato/a     |
| 2016 | APAN Star Awards                 | Top Excellence Award, Actress in a Miniseries | Han Hyo-joo                | Vincitore/trice |
| 2016 | APAN Star Awards                 | Best Supporting Actor                         | Kim Eui-sung               | Vincitore/trice |
| 2016 | APAN Star Awards                 | Best Couple Award                             | Lee Jong-suk e Han Hyo-joo | Candidato/a     |
| 2016 | Asia Artist Awards               | Best Artist Award, Actor                      | Lee Jong-suk               | Candidato/a     |
| 2016 | Asia Artist Awards               | Best Artist Award, Actress                    | Han Hyo-joo                | Candidato/a     |
| 2016 | MBC Drama Awards                 | Drama of the Year                             | W                          | Vincitore/trice |
| 2016 | MBC Drama Awards                 | Grand Prize (Daesang)                         | Lee Jong-suk               | Vincitore/trice |
| 2016 | MBC Drama Awards                 | Grand Prize (Daesang)                         | Han Hyo-joo                | Candidato/a     |
| 2016 | MBC Drama Awards                 | Top Excellence Award, Actor in a Miniseries   | Lee Jong-suk               | Vincitore/trice |
| 2016 | MBC Drama Awards                 | Top Excellence Award, Actress in a Miniseries | Han Hyo-joo                | Vincitore/trice |
| 2016 | MBC Drama Awards                 | Golden Acting Award, Actor in a Miniseries    | Kim Eui-sung               | Vincitore/trice |
| 2016 | MBC Drama Awards                 | Writer of the Year                            | Song Jae-jung              | Vincitore/trice |
| 2016 | MBC Drama Awards                 | Best New Actor                                | Lee Si-eon                 | Candidato/a     |
| 2016 | MBC Drama Awards                 | Best New Actor                                | Lee Tae-hwan               | Candidato/a     |
| 2016 | MBC Drama Awards                 | Best New Actress                              | Jung Yoo-jin               | Candidato/a     |
| 2016 | MBC Drama Awards                 | Best Couple Award                             | Lee Jong-suk e Han Hyo-joo | Vincitore/trice |
| 2016 | MBC Drama Awards                 | Best Couple Award                             | Kim Eui-sung e Lee Si-eon  | Candidato/a     |
| 2017 | Seoul International Drama Awards | Drama coreano eccezionale                     |                            | Vincitore/trice |

## Distribuzioni internazionali
| Paese          | Canale/i                   | Prima TV                         | Titolo adottato                   |
| -------------- | -------------------------- | -------------------------------- | --------------------------------- |
| Singapore      | Oh!K                       | 21 luglio-15 settembre 2016      | W－平行時空                       |
| Singapore      | Mediacorp Channel U        | 16 agosto-12 settembre 2017      | W－兩個世界                       |
| Taiwan         | LTV                        | 30 luglio-24 settembre 2016      | W－兩個世界                       |
| Taiwan         | Star Chinese Channel       | 19 ottobre-18 novembre 2016      | W－兩個世界                       |
| Taiwan         | Star Entertainment Channel | 23 febbraio-27 marzo 2017        | W－兩個世界                       |
| Taiwan         | Fox Taiwan                 | 1º giugno-3 luglio 2017          | W－兩個世界                       |
| Taiwan         | CTS                        | 26 dicembre 2016-25 gennaio 2017 | W－兩個世界                       |
| Taiwan         | Videoland Drama            | 22 febbraio-27 marzo 2017        | W－兩個世界                       |
| Hong Kong      | ViuTV                      | 3-28 aprile 2017                 | W－兩個世界                       |
| Thailandia     | True4U                     | 18 novembre 2016-2017            | W รักข้ามมิติ                         |
| Israele        | Viva                       | 2017                             | ?                                 |
| Stati Uniti    | Pasiones                   | 2017                             | W - Dos mundos                    |
| America Latina | Pasiones                   | 2017                             | W - Dos mundos                    |
| Giappone       | BS Japan                   | 18 agosto 2017-?                 | W-二つの世界-                     |
| Filippine      | ABS-CBN                    | 12 marzo-4 maggio 2018           | W                                 |
| Finlandia      | Yle Areena                 | 2018                             | W - todellisuuden tuolla puolella |